# Interlands voetbalelftal van Congo-Brazzaville 2010-2019
Deze pagina toont een chronologisch en gedetailleerd overzicht van de interlands die het voetbalelftal van Congo-Brazzaville speelt en heeft gespeeld in de periode 2010 – 2019. In dit decennium nam Congo vooralsnog deel aan één editie van het Afrikaans kampioenschap voetbal (kwartfinaleplaats in 2015), maar wist het zich nog niet te plaatsen voor het wereldkampioenschap voetbal.

## Interlands

### 2010
|                                                                  |                                                                |       |                   |                                   |
| 11 augustus Vriendschappelijk № 338 «onderlinge duels» 19:00 uur | Burkina Faso                                                   | 3 – 0 | Congo-Brazzaville | Stade Municipal de Senlis, Senlis |
| 11 augustus Vriendschappelijk № 338 «onderlinge duels» 19:00 uur | Moumouni Dagano 17' Saïdou Panandétiguiri 33' Alain Traoré 84' |       |                   | Stade Municipal de Senlis, Senlis |

|                                                                             |                                            |       |                   |                                                                                       |
| 4 september Kwalificatie AK 2012 Groep I № 339 «onderlinge duels» 20:30 uur | Soedan                                     | 2 – 0 | Congo-Brazzaville | Khartoemstadion, Khartoem Toeschouwers: 25.000 Scheidsrechter: Wellington Kaoma (ZAM) |
| 4 september Kwalificatie AK 2012 Groep I № 339 «onderlinge duels» 20:30 uur | Mohamed Tahir 11' Mohamed Tahir 89' (pen.) |       |                   | Khartoemstadion, Khartoem Toeschouwers: 25.000 Scheidsrechter: Wellington Kaoma (ZAM) |

|                                                                            |                                                                |       |                     | |
| 10 oktober Kwalificatie AK 2012 Groep I № 340 «onderlinge duels» 15:30 uur | Congo-Brazzaville                                              | 3 – 1 | Swaziland           | Stade Alphonse Massambat-Débat, Brazzaville Toeschouwers: 30.000 Scheidsrechter: Muhmed Ssegonga (UGA) |
| 10 oktober Kwalificatie AK 2012 Groep I № 340 «onderlinge duels» 15:30 uur | Barel Mouko 20' (pen.) Francky Sembolo 34' Francky Sembolo 74' |       | 36' Darren Christie | Stade Alphonse Massambat-Débat, Brazzaville Toeschouwers: 30.000 Scheidsrechter: Muhmed Ssegonga (UGA) |

### 2011
|                                                                          |                   |                                                        |       |                                                                                               |
| 27 maart Kwalificatie AK 2012 Groep I № 341 «onderlinge duels» 16:45 uur | Congo-Brazzaville | 0 – 3                                                  | Ghana | Stade de la Revolution, Brazzaville Toeschouwers: 50.000 Scheidsrechter: Daniel Bennett (RSA) |
| 27 maart Kwalificatie AK 2012 Groep I № 341 «onderlinge duels» 16:45 uur |                   | 5' Prince Tagoe 26' Dominic Adiyiah 68' Sulley Muntari |       | Stade de la Revolution, Brazzaville Toeschouwers: 50.000 Scheidsrechter: Daniel Bennett (RSA) |

|                                                                        |                                                              |       |                    |                                                                                     |
| 3 juni Kwalificatie AK 2012 Groep I № 342 «onderlinge duels» 20:00 uur | Ghana                                                        | 3 – 1 | Congo-Brazzaville  | Baba Yarastadion, Kumasi Toeschouwers: 40.500 Scheidsrechter: Djamel Haimoudi (ALG) |
| 3 juni Kwalificatie AK 2012 Groep I № 342 «onderlinge duels» 20:00 uur | Isaac Vorsah 62' Prince Tagoe 66' Emmanuel Agyemang-Badu 72' |       | 73' Matt Moussilou | Baba Yarastadion, Kumasi Toeschouwers: 40.500 Scheidsrechter: Djamel Haimoudi (ALG) |

|                                                                             |                   |                    |        | |
| 4 september Kwalificatie AK 2012 Groep I № 343 «onderlinge duels» 15:30 uur | Congo-Brazzaville | 0 – 1              | Soedan | Stade Alphonse Massambat-Débat, Brazzaville Toeschouwers: 5.000 Scheidsrechter: Rajindraparsad Seechurn (MRI) |
| 4 september Kwalificatie AK 2012 Groep I № 343 «onderlinge duels» 15:30 uur |                   | 73' Matt Moussilou |        | Stade Alphonse Massambat-Débat, Brazzaville Toeschouwers: 5.000 Scheidsrechter: Rajindraparsad Seechurn (MRI) |

|                                                                           |           |                 |                   |                                                                                   |
| 8 oktober Kwalificatie AK 2012 Groep I № 344 «onderlinge duels» 15:00 uur | Swaziland | 0 – 1           | Congo-Brazzaville | Somhlolostadion, Lobamba Toeschouwers: 800 Scheidsrechter: Wellington Kaoma (ZAM) |
| 8 oktober Kwalificatie AK 2012 Groep I № 344 «onderlinge duels» 15:00 uur |           | 47' Loris Nkolo |                   | Somhlolostadion, Lobamba Toeschouwers: 800 Scheidsrechter: Wellington Kaoma (ZAM) |

|                                                                                  |                      | |                   |                                                                                           |
| 11 november Kwalificatie WK 2014 Eerste ronde № 345 «onderlinge duels» 15:00 uur | Sao Tomé en Principe | 0 – 5                                                                                              | Congo-Brazzaville | Estádio 12 de Julho, Sao Tomé Toeschouwers: 3.000 Scheidsrechter: Sosthene Ngbokaye (CAF) |
| 11 november Kwalificatie WK 2014 Eerste ronde № 345 «onderlinge duels» 15:00 uur |                      | 1' Matt Moussilou 5' Ladislas Douniama 27' Chris Malonga 54' Prince Oniangué 69' Harris Tchilimbou |                   | Estádio 12 de Julho, Sao Tomé Toeschouwers: 3.000 Scheidsrechter: Sosthene Ngbokaye (CAF) |

|                                                                                  |                     |       |                      |                                                                                        |
| 15 november Kwalificatie WK 2014 Eerste ronde № 346 «onderlinge duels» 15:30 uur | Congo-Brazzaville   | 1 – 1 | Sao Tomé en Principe | Stade Municipal, Pointe-Noire Toeschouwers: 12.000 Scheidsrechter: Oumar Mahamat (CHA) |
| 15 november Kwalificatie WK 2014 Eerste ronde № 346 «onderlinge duels» 15:30 uur | Francis N'Ganga 56' |       | 50' Orgando Gando    | Stade Municipal, Pointe-Noire Toeschouwers: 12.000 Scheidsrechter: Oumar Mahamat (CHA) |

### 2012
|                                                                                  |                                                     |       |                     |                                                                                      |
| 29 februari Kwalificatie AK 2013 Eerste ronde № 347 «onderlinge duels» 15:30 uur | Congo-Brazzaville                                   | 3 – 1 | Oeganda             | Stade Municipal, Pointe-Noire Toeschouwers: 25.000 Scheidsrechter: Sidi Alioum (CMR) |
| 29 februari Kwalificatie AK 2013 Eerste ronde № 347 «onderlinge duels» 15:30 uur | Oscar Ewolo 1' Maël Lépicier 77' Matt Moussilou 83' |       | 26' Mike Sserumagga | Stade Municipal, Pointe-Noire Toeschouwers: 25.000 Scheidsrechter: Sidi Alioum (CMR) |

|                                                                        |              |       |                   |                                                                                            |
| 2 juni Kwalificatie WK 2014 Groep E № 348 «onderlinge duels» 19:00 uur | Burkina Faso | 0 – 3 | Congo-Brazzaville | Stade du 4 Août, Ouagadougou Toeschouwers: 23.904 Scheidsrechter: Bouchaïb El Ahrach (MAR) |
| 2 juni Kwalificatie WK 2014 Groep E № 348 «onderlinge duels» 19:00 uur |              |       |                   | Stade du 4 Août, Ouagadougou Toeschouwers: 23.904 Scheidsrechter: Bouchaïb El Ahrach (MAR) |

|                                                                        |                   |       |       |                                                                                         |
| 9 juni Kwalificatie WK 2014 Groep E № 349 «onderlinge duels» 15:30 uur | Congo-Brazzaville | 1 – 0 | Niger | Stade Municipal, Pointe-Noire Toeschouwers: 10.500 Scheidsrechter: Hudu Munyemana (RWA) |
| 9 juni Kwalificatie WK 2014 Groep E № 349 «onderlinge duels» 15:30 uur | Chris Malonga 89' |       |       | Stade Municipal, Pointe-Noire Toeschouwers: 10.500 Scheidsrechter: Hudu Munyemana (RWA) |

|                                                                              |                                                                                |       |                   |                                                                         |
| 16 juni Kwalificatie AK 2013 Eerste ronde № 350 «onderlinge duels» 15:00 uur | Oeganda                                                                        | 4 – 0 | Congo-Brazzaville | Nelson Mandelastadion, Kampala Scheidsrechter: Bouchaïb El Ahrach (MAR) |
| 16 juni Kwalificatie AK 2013 Eerste ronde № 350 «onderlinge duels» 15:00 uur | Andrew Mwesigwa 33' Godfrey Walusimbi 51' Geoffrey Massa 63' Emmanuel Okwi 86' |       |                   | Nelson Mandelastadion, Kampala Scheidsrechter: Bouchaïb El Ahrach (MAR) |

|                                                                 |                                                                |       |                   |                            |
| 12 oktober Vriendschappelijk № 351 «onderlinge duels» 18:00 uur | Egypte                                                         | 3 – 0 | Congo-Brazzaville | Al-Sharjahstadion, Sharjah |
| 12 oktober Vriendschappelijk № 351 «onderlinge duels» 18:00 uur | Mohamed Abou-Trika 40' Mohamed Nagy 44' Mohamed Abou-Trika 48' |       |                   | Al-Sharjahstadion, Sharjah |

|                                                                 |                                                                    |       |                                        |                                                                                      |
| 14 oktober Vriendschappelijk № 352 «onderlinge duels» 18:00 uur | Saoedi-Arabië                                                      | 3 – 2 | Congo-Brazzaville                      | Prins Abdullah bin Jalawistadion, Ash Sharqiyah Scheidsrechter: Fahad Al-Marri (QAT) |
| 14 oktober Vriendschappelijk № 352 «onderlinge duels» 18:00 uur | Osama Al-Harbi 77' Rabea Sefiani 88' Mansour Al-Harbi 90+5' (pen.) |       | 27' Lys Mouithys 39' Ladislas Douniama | Prins Abdullah bin Jalawistadion, Ash Sharqiyah Scheidsrechter: Fahad Al-Marri (QAT) |

|                                                                  |                  |       |                   |                                                                             |
| 14 november Vriendschappelijk № 353 «onderlinge duels» 17:00 uur | Angola           | 1 – 1 | Congo-Brazzaville | Estádio António Coimbra da Mota, Estoril Scheidsrechter: Duarte Gomes (POR) |
| 14 november Vriendschappelijk № 353 «onderlinge duels» 17:00 uur | Dzon Delarge 42' |       | 2' Yano           | Estádio António Coimbra da Mota, Estoril Scheidsrechter: Duarte Gomes (POR) |

### 2013
|                                                                          |                       |       |       |                                                                                         |
| 23 maart Kwalificatie WK 2014 Groep E № 354 «onderlinge duels» 14:30 uur | Congo-Brazzaville     | 1 – 0 | Gabon | Stade Municipal, Pointe-Noire Toeschouwers: 13.000 Scheidsrechter: Bakary Gassama (GAM) |
| 23 maart Kwalificatie WK 2014 Groep E № 354 «onderlinge duels» 14:30 uur | Christopher Samba 61' |       |       | Stade Municipal, Pointe-Noire Toeschouwers: 13.000 Scheidsrechter: Bakary Gassama (GAM) |

|                                                                        |       |       |                   |                                                                                           |
| 8 juni Kwalificatie WK 2014 Groep E № 355 «onderlinge duels» 15:30 uur | Gabon | 0 – 0 | Congo-Brazzaville | Stade de Franceville, Franceville Toeschouwers: 27.500 Scheidsrechter: Gehad Grisha (EGY) |
| 8 juni Kwalificatie WK 2014 Groep E № 355 «onderlinge duels» 15:30 uur |       |       |                   | Stade de Franceville, Franceville Toeschouwers: 27.500 Scheidsrechter: Gehad Grisha (EGY) |

|                                                                         |                   |                    |              |                                                                                                  |
| 15 juni Kwalificatie WK 2014 Groep E № 356 «onderlinge duels» 15:30 uur | Congo-Brazzaville | 0 – 1              | Burkina Faso | Stade de Pointe-Noire, Pointe-Noire Toeschouwers: 13.497 Scheidsrechter: Rainhold Shikongo (NAM) |
| 15 juni Kwalificatie WK 2014 Groep E № 356 «onderlinge duels» 15:30 uur |                   | 38' Aristide Bancé |              | Stade de Pointe-Noire, Pointe-Noire Toeschouwers: 13.497 Scheidsrechter: Rainhold Shikongo (NAM) |

|                                                                               |                                      |       |                   |                                                              |
| 7 juli Kwalificatie CHAN 2014 Eerste ronde № 357 «onderlinge duels» 15:00 uur | Congo-Kinshasa                       | 2 – 1 | Congo-Brazzaville | Stade de Martyrs, Kinshasa Scheidsrechter: Denis Batte (UGA) |
| 7 juli Kwalificatie CHAN 2014 Eerste ronde № 357 «onderlinge duels» 15:00 uur | Kabamba Mukundji 7' Éric Bokanga 72' |       | 28' Boris Moubhio | Stade de Martyrs, Kinshasa Scheidsrechter: Denis Batte (UGA) |

|                                                                                |                             |       |                |                                                                                   |
| 28 juli Kwalificatie CHAN 2014 Eerste ronde № 358 «onderlinge duels» 15:00 uur | Congo-Brazzaville           | 1 – 0 | Congo-Kinshasa | Stade Denis Sassou Nguesso, Dolisie Scheidsrechter: Aurelien Juankou Wandji (CMR) |
| 28 juli Kwalificatie CHAN 2014 Eerste ronde № 358 «onderlinge duels» 15:00 uur | Thierry Kasereka 87' (e.d.) |       |                | Stade Denis Sassou Nguesso, Dolisie Scheidsrechter: Aurelien Juankou Wandji (CMR) |

|                                                                  |                                                 |       |                   |                                                                                   |
| 14 augustus Vriendschappelijk № 359 «onderlinge duels» 20:00 uur | Tunesië                                         | 3 – 0 | Congo-Brazzaville | Olympisch stadion, Radès Toeschouwers: 4.000 Scheidsrechter: Mokhtar Amalou (ALG) |
| 14 augustus Vriendschappelijk № 359 «onderlinge duels» 20:00 uur | Wahbi Khazri 7' Issam Jemâa 13' Issam Jemâa 83' |       |                   | Olympisch stadion, Radès Toeschouwers: 4.000 Scheidsrechter: Mokhtar Amalou (ALG) |

|                                                                             |                                       |       |                                            |                                                                                                 |
| 7 september Kwalificatie WK 2014 Groep E № 360 «onderlinge duels» 16:30 uur | Niger                                 | 2 – 2 | Congo-Brazzaville                          | Stade General Seyni Kountche, Niamey Toeschouwers: 20.000 Scheidsrechter: Koman Coulibaly (MLI) |
| 7 september Kwalificatie WK 2014 Groep E № 360 «onderlinge duels» 16:30 uur | Mahamane Cissé 34' Daouda Kamilou 60' |       | 66' Fabrice N'Guessi 76' Christopher Samba | Stade General Seyni Kountche, Niamey Toeschouwers: 20.000 Scheidsrechter: Koman Coulibaly (MLI) |

### 2014
| African Championship of Nations 2014 |
| ------------------------------------ |

|                                                                                       |                        |       |                   |                                                                                         |
| 13 januari African Championship of Nations Groep C № 361 «onderlinge duels» 17:00 uur | Ghana                  | 1 – 0 | Congo-Brazzaville | Vrystaatstadion, Bloemfontein Toeschouwers: 3.500 Scheidsrechter: Sylvester Kirwa (KEN) |
| 13 januari African Championship of Nations Groep C № 361 «onderlinge duels» 17:00 uur | Theophilus Anobaah 34' |       |                   | Vrystaatstadion, Bloemfontein Toeschouwers: 3.500 Scheidsrechter: Sylvester Kirwa (KEN) |

|                                                                                       |          |                 |                   |                                                                                    |
| 17 januari African Championship of Nations Groep C № 362 «onderlinge duels» 18:00 uur | Ethiopië | 0 – 1           | Congo-Brazzaville | Vrystaatstadion, Bloemfontein Toeschouwers: 10.000 Scheidsrechter: Juste Zio (BUR) |
| 17 januari African Championship of Nations Groep C № 362 «onderlinge duels» 18:00 uur |          | 78' Rudy Bhebey |                   | Vrystaatstadion, Bloemfontein Toeschouwers: 10.000 Scheidsrechter: Juste Zio (BUR) |

|                                                                                       |                                          |       |                                                      |                                                                                            |
| 21 januari African Championship of Nations Groep C № 363 «onderlinge duels» 16:00 uur | Congo-Brazzaville                        | 2 – 2 | Libië                                                | Peter Mokabastadion, Pietersburg Toeschouwers: 5.000 Scheidsrechter: Mahamadou Keita (MLI) |
| 21 januari African Championship of Nations Groep C № 363 «onderlinge duels» 16:00 uur | Justalain Kounkou 36' Hardy Binguila 54' |       | 75' Abdulsalam Al-Fitori 90+2' Abdelrahman Al-Amaami | Peter Mokabastadion, Pietersburg Toeschouwers: 5.000 Scheidsrechter: Mahamadou Keita (MLI) |

|  |  |  |  |  |  |  |  |  |

|                                                                             |                   |       |                   |                                                                 |
| 17 mei Kwalificatie AK 2015 Eerste ronde № 364 «onderlinge duels» 17:00 uur | Namibië           | 1 – 0 | Congo-Brazzaville | Sam Nujomastadion, Windhoek Scheidsrechter: Wiish Yabarow (SOM) |
| 17 mei Kwalificatie AK 2015 Eerste ronde № 364 «onderlinge duels» 17:00 uur | Rudolf Bester 88' |       |                   | Sam Nujomastadion, Windhoek Scheidsrechter: Wiish Yabarow (SOM) |

|                                                                             |                                                              |       |         |                                                                                 |
| 1 juni Kwalificatie AK 2015 Eerste ronde № 365 «onderlinge duels» 15:30 uur | Congo-Brazzaville                                            | 3 – 0 | Namibië | Stade Municipal Pointe-Noire, Pointe-Noire Scheidsrechter: Bamlak Tessema (ETH) |
| 1 juni Kwalificatie AK 2015 Eerste ronde № 365 «onderlinge duels» 15:30 uur | Silvère Ganvoula 45' Férébory Doré 46' Ladislas Douniama 74' |       |         | Stade Municipal Pointe-Noire, Pointe-Noire Scheidsrechter: Bamlak Tessema (ETH) |

|                                                                              |                                      |       |        |                                                                                  |
| 20 juli Kwalificatie AK 2015 Tweede ronde № 366 «onderlinge duels» 15:30 uur | Congo-Brazzaville                    | 2 – 0 | Rwanda | Stade Municipal Pointe-Noire, Pointe-Noire Scheidsrechter: Malang Diedhiou (SEN) |
| 20 juli Kwalificatie AK 2015 Tweede ronde № 366 «onderlinge duels» 15:30 uur | Césaire Gandzé 66' Férébory Doré 79' |       |        | Stade Municipal Pointe-Noire, Pointe-Noire Scheidsrechter: Malang Diedhiou (SEN) |

|                                                                                 |                                                                                           |              |                                                                                           |                                                             |
| 2 augustus Kwalificatie AK 2015 Tweede ronde № 367 «onderlinge duels» 15:00 uur | Rwanda                                                                                    | 1 – 1 (n.v.) | Congo-Brazzaville                                                                         | Nyamirambostadion, Kigali Scheidsrechter: Ade Adelaid (COM) |
| 2 augustus Kwalificatie AK 2015 Tweede ronde № 367 «onderlinge duels» 15:00 uur | Michel Ndahinduka 55'                                                                     |              | 60' Medie Kagere                                                                          | Nyamirambostadion, Kigali Scheidsrechter: Ade Adelaid (COM) |
| 2 augustus Kwalificatie AK 2015 Tweede ronde № 367 «onderlinge duels» 15:00 uur | Strafschoppen                                                                             |              |                                                                                           | Nyamirambostadion, Kigali Scheidsrechter: Ade Adelaid (COM) |
| 2 augustus Kwalificatie AK 2015 Tweede ronde № 367 «onderlinge duels» 15:00 uur | James Tubane Jimmy Mbaraga Medie Kagere Emery Bayisenge Haruna Niyonzima Patrick Sibomana | 4 – 3        | Férébory Doré Delvin N'Dinga Silvère Ganvoula Thievy Bifouma Maël Lépicier Presten Lakolo | Nyamirambostadion, Kigali Scheidsrechter: Ade Adelaid (COM) |

|                                                                             |                                     |       |                                                                  |                                                                                       |
| 6 september Kwalificatie AK 2015 Groep A № 368 «onderlinge duels» 17:00 uur | Nigeria                             | 2 – 3 | Congo-Brazzaville                                                | U. J. Esuenestadion, Calabar Toeschouwers: 2.000 Scheidsrechter: Joseph Lamptey (GHA) |
| 6 september Kwalificatie AK 2015 Groep A № 368 «onderlinge duels» 17:00 uur | Efe Ambrose 13' Gbolahan Salami 89' |       | 16' Prince Oniangue 40' Thievy Bifouma 53' (pen.) Thievy Bifouma | U. J. Esuenestadion, Calabar Toeschouwers: 2.000 Scheidsrechter: Joseph Lamptey (GHA) |

|                                                                              |                                        |       |        |                                                                  |
| 10 september Kwalificatie AK 2015 Groep A № 369 «onderlinge duels» 15:30 uur | Congo-Brazzaville                      | 2 – 0 | Soedan | Stade Municipal, Pointe-Noire Scheidsrechter: Mohamed Omar (LBY) |
| 10 september Kwalificatie AK 2015 Groep A № 369 «onderlinge duels» 15:30 uur | Férébory Doré 4' Prince Oniangué 90+2' |       |        | Stade Municipal, Pointe-Noire Scheidsrechter: Mohamed Omar (LBY) |

|                                                                            |                   |                                       |             |                                                                        |
| 11 oktober Kwalificatie AK 2015 Groep A № 370 «onderlinge duels» 15:30 uur | Congo-Brazzaville | 0 – 2                                 | Zuid-Afrika | Stade Municipal, Pointe-Noire Scheidsrechter: Bouchaïb El Ahrach (MAR) |
| 11 oktober Kwalificatie AK 2015 Groep A № 370 «onderlinge duels» 15:30 uur |                   | 52' Bongani Ndulula 54' Tokelo Rantie |             | Stade Municipal, Pointe-Noire Scheidsrechter: Bouchaïb El Ahrach (MAR) |

|                                                                            |             |       |                   |                                                                      |
| 15 oktober Kwalificatie AK 2015 Groep A № 371 «onderlinge duels» 20:00 uur | Zuid-Afrika | 0 – 0 | Congo-Brazzaville | Peter Mokabastadion, Pietersburg Scheidsrechter: Badara Diatta (SEN) |
| 15 oktober Kwalificatie AK 2015 Groep A № 371 «onderlinge duels» 20:00 uur |             |       |                   | Peter Mokabastadion, Pietersburg Scheidsrechter: Badara Diatta (SEN) |

|                                                                             |                   |                                             |         |                                                                  |
| 15 november Kwalificatie AK 2015 Groep A № 372 «onderlinge duels» 17:00 uur | Congo-Brazzaville | 0 – 2                                       | Nigeria | Stade Municipal, Pointe-Noire Scheidsrechter: Gehad Grisha (EGY) |
| 15 november Kwalificatie AK 2015 Groep A № 372 «onderlinge duels» 17:00 uur |                   | 59' (pen.) Ikechukwu Uche 90' Aaron Olanare |         | Stade Municipal, Pointe-Noire Scheidsrechter: Gehad Grisha (EGY) |

|                                                                             |        |                     |                   |                                                                 |
| 19 november Kwalificatie AK 2015 Groep A № 373 «onderlinge duels» 19:00 uur | Soedan | 0 – 1               | Congo-Brazzaville | Khartoemstadion, Khartoem Scheidsrechter: Sylvester Kirwa (KEN) |
| 19 november Kwalificatie AK 2015 Groep A № 373 «onderlinge duels» 19:00 uur |        | 59' Francis N'Ganga |                   | Khartoemstadion, Khartoem Scheidsrechter: Sylvester Kirwa (KEN) |

### 2015
|                                                                 |                                               |       |                                      |                                                                                    |
| 10 januari Vriendschappelijk № 374 «onderlinge duels» 15:00 uur | Kaapverdië                                    | 3 – 2 | Congo-Brazzaville                    | Stade Léopold Sédar Senghor, Dakar Toeschouwers: 500 Scheidsrechter: Issa Sy (SEN) |
| 10 januari Vriendschappelijk № 374 «onderlinge duels» 15:00 uur | Djaniny 53' Héldon Ramos 57' Kuca Miranda 72' |       | 15' Thievy Bifouma 28' Férébory Doré | Stade Léopold Sédar Senghor, Dakar Toeschouwers: 500 Scheidsrechter: Issa Sy (SEN) |

| Afrikaans kampioenschap voetbal 2015 |
| ------------------------------------ |

|                                                                               |                    |       |                    |                                                                                 |
| 17 januari Afrikaans kampioenschap Groep A № 375 «onderlinge duels» 16:00 uur | Equatoriaal-Guinea | 1 – 1 | Congo-Brazzaville  | Estadio de Bata, Bata Toeschouwers: 40.245 Scheidsrechter: Bakary Gassama (GAM) |
| 17 januari Afrikaans kampioenschap Groep A № 375 «onderlinge duels» 16:00 uur | Emilio N'Sue 16'   |       | 87' Thievy Bifouma | Estadio de Bata, Bata Toeschouwers: 40.245 Scheidsrechter: Bakary Gassama (GAM) |

|                                                                               |       |                     |                   |                                                                               |
| 21 januari Afrikaans kampioenschap Groep A № 376 «onderlinge duels» 19:00 uur | Gabon | 0 – 1               | Congo-Brazzaville | Estadio de Bata, Bata Toeschouwers: 34.782 Scheidsrechter: Victor Gomes (RSA) |
| 21 januari Afrikaans kampioenschap Groep A № 376 «onderlinge duels» 19:00 uur |       | 48' Prince Oniangué |                   | Estadio de Bata, Bata Toeschouwers: 34.782 Scheidsrechter: Victor Gomes (RSA) |

|                                                                               |                                         |       |                    |                                                                                        |
| 25 januari Afrikaans kampioenschap Groep A № 377 «onderlinge duels» 18:00 uur | Congo-Brazzaville                       | 2 – 1 | Burkina Faso       | Estadio de Ebebiyín, Ebebiyín Toeschouwers: 7.945 Scheidsrechter: Joseph Lamptey (GHA) |
| 25 januari Afrikaans kampioenschap Groep A № 377 «onderlinge duels» 18:00 uur | Thievy Bifouma 51' Fabrice N'Guessi 88' |       | 86' Aristide Bancé | Estadio de Ebebiyín, Ebebiyín Toeschouwers: 7.945 Scheidsrechter: Joseph Lamptey (GHA) |

|                                                                                   |                                      |       |                                                          |                                                                                  |
| 31 januari Afrikaans kampioenschap Kwartfinale № 378 «onderlinge duels» 17:00 uur | Congo-Brazzaville                    | 2 – 4 | Congo-Kinshasa                                           | Estadio de Bata, Bata Toeschouwers: 31.670 Scheidsrechter: Bernard Camille (SEY) |
| 31 januari Afrikaans kampioenschap Kwartfinale № 378 «onderlinge duels» 17:00 uur | Férébory Doré 55' Thievy Bifouma 62' |       | 65' Dieumerci Mbokani 75' Jeremy Bokila 81' Joël Kimwaki | Estadio de Bata, Bata Toeschouwers: 31.670 Scheidsrechter: Bernard Camille (SEY) |

|  |  |  |  |  |  |  |  |  |

|                                                                         |                            |       |              |                                                                  |
| 14 juni Kwalificatie AK 2017 Groep E № 379 «onderlinge duels» 15:30 uur | Congo-Brazzaville          | 1 – 1 | Kenia        | Stade Omnisport, Owando Scheidsrechter: Thierry Nkurunziza (BDI) |
| 14 juni Kwalificatie AK 2017 Groep E № 379 «onderlinge duels» 15:30 uur | Prince Oniangué 34' (pen.) |       | 9' Paul Were | Stade Omnisport, Owando Scheidsrechter: Thierry Nkurunziza (BDI) |

|                                                                  |                                       |       |                                                             |                                                                                                 |
| 1 september Vriendschappelijk № 380 «onderlinge duels» 15:00 uur | Congo-Brazzaville                     | 2 – 3 | Ghana                                                       | Stade Municipal de Kintélé, Brazzaville Toeschouwers: 42.000 Scheidsrechter: Ndala Ngambo (COD) |
| 1 september Vriendschappelijk № 380 «onderlinge duels» 15:00 uur | Babélé Sagesse 54' Hardy Binguila 90' |       | 17' (e.d.) Babélé Sagesse 22' Yiadom Boakye 90' Jordan Ayew | Stade Municipal de Kintélé, Brazzaville Toeschouwers: 42.000 Scheidsrechter: Ndala Ngambo (COD) |

|                                                                             |                         |       |                                                                         |                                                                                  |
| 5 september Kwalificatie AK 2017 Groep E № 381 «onderlinge duels» 17:00 uur | Guinee-Bissau           | 2 – 4 | Congo-Brazzaville                                                       | Estádio Nacional 24 de Setembro, Bissau Scheidsrechter: Aboubacar Bangoura (GUI) |
| 5 september Kwalificatie AK 2017 Groep E № 381 «onderlinge duels» 17:00 uur | Zezinho 63' Eridson 80' |       | 28' Férébory Doré 31' Férébory Doré 61' Férébory Doré 64' Férébory Doré | Estádio Nacional 24 de Setembro, Bissau Scheidsrechter: Aboubacar Bangoura (GUI) |

|                                                                 |                                       |       |                    |                                            |
| 13 oktober Vriendschappelijk № 382 «onderlinge duels» 16:00 uur | Congo-Brazzaville                     | 2 – 1 | Benin              | Stade Alphonse Massemba-Débat, Brazzaville |
| 13 oktober Vriendschappelijk № 382 «onderlinge duels» 16:00 uur | Thievy Bifouma 20' Thievy Bifouma 89' |       | 78' Jacques Bessan | Stade Alphonse Massemba-Débat, Brazzaville |

|                                                                                   |          |       |                   |                                                                 |
| 18 oktober Kwalificatie CHAN 2016 Eerste ronde № 383 «onderlinge duels» 16:00 uur | Kameroen | 0 – 0 | Congo-Brazzaville | Stade Ahmadou-Ahidjo, Yaoundé Scheidsrechter: Denis Batte (UGA) |
| 18 oktober Kwalificatie CHAN 2016 Eerste ronde № 383 «onderlinge duels» 16:00 uur |          |       |                   | Stade Ahmadou-Ahidjo, Yaoundé Scheidsrechter: Denis Batte (UGA) |

|                                                                                   |                   |                 |          |                                                                  |
| 31 oktober Kwalificatie CHAN 2016 Eerste ronde № 384 «onderlinge duels» 15:30 uur | Congo-Brazzaville | 0 – 1           | Kameroen | Stade Ahmadou-Ahidjo, Yaoundé Scheidsrechter: Yves Roponat (GAB) |
| 31 oktober Kwalificatie CHAN 2016 Eerste ronde № 384 «onderlinge duels» 15:30 uur |                   | 72' Ronald Ngah |          | Stade Ahmadou-Ahidjo, Yaoundé Scheidsrechter: Yves Roponat (GAB) |

|                                                                                  |                                                           |       |                                                                               |                                                                                               |
| 14 november Kwalificatie WK 2018 Tweede ronde № 385 «onderlinge duels» 15:00 uur | Ethiopië                                                  | 3 – 4 | Congo-Brazzaville                                                             | Addis Abebastadion, Addis Abeba Toeschouwers: 30.000 Scheidsrechter: Mohamed Said Kordi (TUN) |
| 14 november Kwalificatie WK 2018 Tweede ronde № 385 «onderlinge duels» 15:00 uur | Getaneh Kebede 41' Dawit Fekadu 82' Shemeles Bekele 90+1' |       | 43' Thievy Bifouma 63' Fabrice N'Guessi 75' Delvin N'Dinga 81' Hardy Binguila | Addis Abebastadion, Addis Abeba Toeschouwers: 30.000 Scheidsrechter: Mohamed Said Kordi (TUN) |

|                                                                                  |                                        |       |                    | |
| 17 november Kwalificatie WK 2018 Tweede ronde № 386 «onderlinge duels» 15:00 uur | Congo-Brazzaville                      | 2 – 1 | Ethiopië           | Stade Alphonse Massemba-Débat, Brazzaville Toeschouwers: 17.000 Scheidsrechter: Mohamed Hussein El Fadil (SUD) |
| 17 november Kwalificatie WK 2018 Tweede ronde № 386 «onderlinge duels» 15:00 uur | Francis N'Ganga 48' Thievy Bifouma 54' |       | 29' Getaneh Kebede | Stade Alphonse Massemba-Débat, Brazzaville Toeschouwers: 17.000 Scheidsrechter: Mohamed Hussein El Fadil (SUD) |

### 2016
|                                                                          |                     |       |                     |                                                                       |
| 23 maart Kwalificatie AK 2017 Groep E № 387 «onderlinge duels» 17:00 uur | Zambia              | 1 – 1 | Congo-Brazzaville   | Levy Mwanawasastadion, Ndola Scheidsrechter: Eric Otogo-Castane (GAB) |
| 23 maart Kwalificatie AK 2017 Groep E № 387 «onderlinge duels» 17:00 uur | Winston Kalengo 60' |       | 76' Jordan Massengo | Levy Mwanawasastadion, Ndola Scheidsrechter: Eric Otogo-Castane (GAB) |

|                                                                          |                     |       |                     |                                                                               |
| 27 maart Kwalificatie AK 2017 Groep E № 388 «onderlinge duels» 15:30 uur | Congo-Brazzaville   | 1 – 1 | Zambia              | Stade Municipal de Kintélé, Brazzaville Scheidsrechter: Malang Diedhiou (SEN) |
| 27 maart Kwalificatie AK 2017 Groep E № 388 «onderlinge duels» 15:30 uur | Jordan Massengo 47' |       | 72' Winston Kalengo | Stade Municipal de Kintélé, Brazzaville Scheidsrechter: Malang Diedhiou (SEN) |

|                                                             |                                         |       |                   |                                                       |
| 27 mei Vriendschappelijk № 389 «onderlinge duels» 18:00 uur | Marokko                                 | 2 – 0 | Congo-Brazzaville | Stade de Tanger, Tanger Scheidsrechter: Issa Sy (SEN) |
| 27 mei Vriendschappelijk № 389 «onderlinge duels» 18:00 uur | Hakim Ziyech 4' Hakim Ziyech 55' (pen.) |       |                   | Stade de Tanger, Tanger Scheidsrechter: Issa Sy (SEN) |

|                                                                        |                                 |       |                            |                                                                                 |
| 4 juni Kwalificatie AK 2017 Groep E № 390 «onderlinge duels» 15:00 uur | Kenia                           | 2 – 1 | Congo-Brazzaville          | Moi International Sports Complex, Kasarani Scheidsrechter: Joseph Lamptey (GHA) |
| 4 juni Kwalificatie AK 2017 Groep E № 390 «onderlinge duels» 15:00 uur | Ayub Masika 22' Eric Omondi 67' |       | 18' (pen.) Prince Oniangué | Moi International Sports Complex, Kasarani Scheidsrechter: Joseph Lamptey (GHA) |

|                                                                             |                   |       |               |                                                                               |
| 4 september Kwalificatie AK 2017 Groep E № 391 «onderlinge duels» 15:30 uur | Congo-Brazzaville | 1 – 0 | Guinee-Bissau | Stade Municipal de Kintélé, Brazzaville Scheidsrechter: Bernard Camille (SEY) |
| 4 september Kwalificatie AK 2017 Groep E № 391 «onderlinge duels» 15:30 uur | Férébory Doré 81' |       |               | Stade Municipal de Kintélé, Brazzaville Scheidsrechter: Bernard Camille (SEY) |

|                                                                           |                   |       |                                        |                                                                             |
| 9 oktober Kwalificatie WK 2018 Groep E № 392 «onderlinge duels» 15:30 uur | Congo-Brazzaville | 1 – 2 | Egypte                                 | Stade Municipal de Kintélé, Brazzaville Scheidsrechter: Denis Dembélé (CIV) |
| 9 oktober Kwalificatie WK 2018 Groep E № 392 «onderlinge duels» 15:30 uur | Férébory Doré 24' |       | 41' Mohamed Salah 58' Abdallah El Said | Stade Municipal de Kintélé, Brazzaville Scheidsrechter: Denis Dembélé (CIV) |

|                                                                             |                 |       |                   |                                                                        |
| 12 november Kwalificatie WK 2018 Groep E № 393 «onderlinge duels» 15:00 uur | Oeganda         | 1 – 0 | Congo-Brazzaville | Nelson Mandelastadion, Kampala Scheidsrechter: Mehdi Abid Charef (ALG) |
| 12 november Kwalificatie WK 2018 Groep E № 393 «onderlinge duels» 15:00 uur | Farouk Miya 18' |       |                   | Nelson Mandelastadion, Kampala Scheidsrechter: Mehdi Abid Charef (ALG) |

### 2017
|                                                                 |                   |                                       |         |                                                                              |
| 11 januari Vriendschappelijk № 394 «onderlinge duels» 14:30 uur | Congo-Brazzaville | 0 – 2                                 | Senegal | Stade Municipal de Kintélé, Brazzaville Scheidsrechter: Kabanga Malala (COD) |
| 11 januari Vriendschappelijk № 394 «onderlinge duels» 14:30 uur |                   | 19' Baldé Diao Keita 46' Papa N'Diaye |         | Stade Municipal de Kintélé, Brazzaville Scheidsrechter: Kabanga Malala (COD) |

|                                                               |                                      |       |                          |                                                                   |
| 27 maart Vriendschappelijk № 395 «onderlinge duels» 15:00 uur | Mauritanië                           | 2 – 1 | Congo-Brazzaville        | Olympisch stadion, Nouakchott Scheidsrechter: Maudo Jallaow (GAM) |
| 27 maart Vriendschappelijk № 395 «onderlinge duels» 15:00 uur | Hacen El Ide 39' Mohamed Soudani 60' |       | 32' (e.d.) Diadié Diarra | Olympisch stadion, Nouakchott Scheidsrechter: Maudo Jallaow (GAM) |

|                                                                         |                                                            |       |                      |                                                                       |
| 10 juni Kwalificatie AK 2019 Groep G № 396 «onderlinge duels» 18:30 uur | Congo-Kinshasa                                             | 3 – 1 | Congo-Brazzaville    | Stade des Martyrs, Kinshasa Scheidsrechter: Hamada Nampiandraza (MAD) |
| 10 juni Kwalificatie AK 2019 Groep G № 396 «onderlinge duels» 18:30 uur | Cédric Bakambu 20' Cédric Bakambu 56' Chancel Mbemba 90+1' |       | 45+1' Thievy Bifouma | Stade des Martyrs, Kinshasa Scheidsrechter: Hamada Nampiandraza (MAD) |

|                                                                       |                   |       |                |                                                                                    |
| 11 augustus Kwalificatie CHAN 2018 № 397 «onderlinge duels» 15:30 uur | Congo-Brazzaville | 0 – 0 | Congo-Kinshasa | Stade Municipal de Kintélé, Brazzaville Scheidsrechter: Jean Marc Ganamandji (CAF) |
| 11 augustus Kwalificatie CHAN 2018 № 397 «onderlinge duels» 15:30 uur |                   |       |                | Stade Municipal de Kintélé, Brazzaville Scheidsrechter: Jean Marc Ganamandji (CAF) |

|                                                                       |                              |       |                   |                                                                |
| 19 augustus Kwalificatie CHAN 2018 № 398 «onderlinge duels» 15:30 uur | Congo-Kinshasa               | 1 – 1 | Congo-Brazzaville | Stade des Martyrs, Kinshasa Scheidsrechter: Antoine Effa (CMR) |
| 19 augustus Kwalificatie CHAN 2018 № 398 «onderlinge duels» 15:30 uur | Jean-Marc Makusu Mundele 35' |       | 39' Jaures Ngombe | Stade des Martyrs, Kinshasa Scheidsrechter: Antoine Effa (CMR) |

|                                                                             |                   |       |                    |                                                                 |
| 1 september Kwalificatie WK 2018 Groep E № 399 «onderlinge duels» 15:30 uur | Ghana             | 1 – 1 | Congo-Brazzaville  | Baba Yarastadion, Kumasi Scheidsrechter: Youssef Essrayri (TUN) |
| 1 september Kwalificatie WK 2018 Groep E № 399 «onderlinge duels» 15:30 uur | Thomas Partey 85' |       | 18' Thievy Bifouma | Baba Yarastadion, Kumasi Scheidsrechter: Youssef Essrayri (TUN) |

|                                                                             |                                 |       |                                                                                                 |                                                                              |
| 5 september Kwalificatie WK 2018 Groep E № 400 «onderlinge duels» 15:30 uur | Congo-Brazzaville               | 1 – 5 | Ghana                                                                                           | Stade Municipal de Kintélé, Brazzaville Scheidsrechter: Rédouane Jiyed (MAR) |
| 5 september Kwalificatie WK 2018 Groep E № 400 «onderlinge duels» 15:30 uur | Vladis-Emmerson Illoy-Ayyet 43' |       | 23' Richmond Boakye 26' Thomas Partey 45+2' Thomas Partey 69' Thomas Partey 85' Richmond Boakye | Stade Municipal de Kintélé, Brazzaville Scheidsrechter: Rédouane Jiyed (MAR) |

|                                                                           |                                              |       |                         |                                                                                           |
| 8 oktober Kwalificatie WK 2018 Groep E № 401 «onderlinge duels» 19:00 uur | Egypte                                       | 2 – 1 | Congo-Brazzaville       | Borg El Arabstadion, Alexandrië Toeschouwers: 86.000 Scheidsrechter: Bakary Gassama (GAM) |
| 8 oktober Kwalificatie WK 2018 Groep E № 401 «onderlinge duels» 19:00 uur | Mohamed Salah 63' Mohamed Salah 90+5' (pen.) |       | 88' Arnold Bouka Moutou | Borg El Arabstadion, Alexandrië Toeschouwers: 86.000 Scheidsrechter: Bakary Gassama (GAM) |

|                                                                 |                       |       |                    |                                                                                                  |
| 8 november Vriendschappelijk № 402 «onderlinge duels» 14:30 uur | Congo-Brazzaville     | 1 – 1 | Benin              | Stade Municipal de Kintélé, Brazzaville Toeschouwers: 1.000 Scheidsrechter: Kabanga Malala (COD) |
| 8 november Vriendschappelijk № 402 «onderlinge duels» 14:30 uur | Dylan Saint-Louis 45' |       | 45+2' David Djigla | Stade Municipal de Kintélé, Brazzaville Toeschouwers: 1.000 Scheidsrechter: Kabanga Malala (COD) |

|                                                                  |                   |       |                   | |
| 12 november Vriendschappelijk № 403 «onderlinge duels» 14:30 uur | Congo-Brazzaville | 1 – 1 | Oeganda           | Stade Alphonse Massemba-Débat, Brazzaville Toeschouwers: 1.002 Scheidsrechter: Mohamed Hussein El Fadil (SUD) |
| 12 november Vriendschappelijk № 403 «onderlinge duels» 14:30 uur | Marvin Baudry 10' |       | 11' Milton Karisa | Stade Alphonse Massemba-Débat, Brazzaville Toeschouwers: 1.002 Scheidsrechter: Mohamed Hussein El Fadil (SUD) |

### 2018
|                                                                                       |          |                            |                   |                                                        |
| 16 januari African Championship of Nations Groep D № 404 «onderlinge duels» 19:30 uur | Kameroen | 0 – 1                      | Congo-Brazzaville | Stade Adrar, Agadir Scheidsrechter: Gehad Grisha (EGY) |
| 16 januari African Championship of Nations Groep D № 404 «onderlinge duels» 19:30 uur |          | 73' (pen.) Junior Makiesse |                   | Stade Adrar, Agadir Scheidsrechter: Gehad Grisha (EGY) |

|                                                                                       |                                       |       |              |                                                                     |
| 20 januari African Championship of Nations Groep D № 405 «onderlinge duels» 19:30 uur | Congo-Brazzaville                     | 2 – 0 | Burkina Faso | Stade Adrar, Agadir Scheidsrechter: Pacifique Ndabihawenimana (BDI) |
| 20 januari African Championship of Nations Groep D № 405 «onderlinge duels» 19:30 uur | Carof Bakoua 67' Kader Bidimbou 90+2' |       |              | Stade Adrar, Agadir Scheidsrechter: Pacifique Ndabihawenimana (BDI) |

|                                                                                       |                                |       |        |                                                            |
| 24 januari African Championship of Nations Groep D № 406 «onderlinge duels» 19:00 uur | Congo-Brazzaville              | 0 – 0 | Angola | Stade Adrar, Agadir Scheidsrechter: Mustapha Ghorbal (ALG) |
| 24 januari African Championship of Nations Groep D № 406 «onderlinge duels» 19:00 uur | Ricardo Job Estévão 30' (pen.) |       |        | Stade Adrar, Agadir Scheidsrechter: Mustapha Ghorbal (ALG) |

|                                                                                           |                                                         |              |                                                                                      |                                                               |
| 28 januari African Championship of Nations Kwartfinale № 407 «onderlinge duels» 19:30 uur | Congo-Brazzaville                                       | 1 – 1 (n.v.) | Libië                                                                                | Stade Adrar, Agadir Scheidsrechter: Hamada Nampiandraza (MAD) |
| 28 januari African Championship of Nations Kwartfinale № 407 «onderlinge duels» 19:30 uur | Junior Makiesse 37'                                     |              | 15' Saleh Al Taher                                                                   | Stade Adrar, Agadir Scheidsrechter: Hamada Nampiandraza (MAD) |
| 28 januari African Championship of Nations Kwartfinale № 407 «onderlinge duels» 19:30 uur | Strafschoppen                                           |              |                                                                                      | Stade Adrar, Agadir Scheidsrechter: Hamada Nampiandraza (MAD) |
| 28 januari African Championship of Nations Kwartfinale № 407 «onderlinge duels» 19:30 uur | Baron Kibamba Prestige Mboungou Barel Mouko Varel Rozan | 3 – 5        | Moftah Taktak Abdulrahman Khalleefah Abdelsalam Alaqoub Ahmed Al-Maghasi Sand Masaud | Stade Adrar, Agadir Scheidsrechter: Hamada Nampiandraza (MAD) |

FCF · 
Vrouwenelftal van Congo-Brazzaville
1960–1969 ·
1970–1979 ·
1980–1989 ·
1990–1999 ·
2000–2009 ·
2010–2019 ·
2020−2029
1960 ·
1961 ·
1962 ·
1963 ·
1964 · 
1965 ·
1966 · 
1967 ·
1968 · 
1969 ·
1970 · 
1971 ·
1972 · 
1973 ·
1974 · 
1975 · 
1976 ·
1977 · 
1978 ·
1979 ·
1979 · 
1980 ·
1980 · 
1981 ·
1982 ·
1983 ·
1984 · 
1985 ·
1986 · 
1987 ·
1988 · 
1989 ·
1990 · 
1991 ·
1992 · 
1993 ·
1994 · 
1995 ·
1996 · 
1997 ·
1998 · 
1999 ·
2000 · 
2001 ·
2002 · 
2003 ·
2004 · 
2005 · 
2006 ·
2007 · 
2008 ·
2009 · 
2010 · 
2011 ·
2012 · 
2013 · 
2014 ·
2015 ·
2016 ·
2017 ·
2018 ·
2019 ·
2020 ·
2021 ·
2022 ·
2023
Algerije ·
Angola ·
Benin ·
Burkina Faso ·
Burundi ·
Canada ·
Centraal-Afrikaanse Republiek ·
Congo-Kinshasa ·
Egypte ·
Equatoriaal-Guinea ·
Ethiopië ·
Gabon ·
Gambia ·
Ghana ·
Guinee ·
Guinee-Bissau ·
Ivoorkust ·
Kaapverdië ·
Kameroen ·
Kenia ·
Liberia ·
Libië ·
Madagaskar ·
Malawi ·
Mali ·
Marokko ·
Mauritanië ·
Mauritius ·
Mozambique ·
Namibië ·
Niger ·
Nigeria ·
Noord-Korea ·
Oeganda ·
Rwanda ·
Sao Tomé en Principe ·
Saoedi-Arabië ·
Senegal ·
Sierra Leone ·
Soedan ·
Swaziland ·
Tanzania ·
Thailand ·
Togo ·
Tsjaad ·
Tunesië ·
Zambia ·
Zimbabwe ·
Zuid-Afrika ·
Zuid-Soedan
AFC-zone: Afghanistan · Australië · Bahrein · Bangladesh · Bhutan · Brunei · Cambodja · China · Chinees Taipei · Filipijnen · Guam · Hongkong · India · Indonesië · Iran · Irak · Japan · Jemen · Jordanië · Koeweit · Kirgizië · Laos · Libanon · Macau · Maleisië · Maldiven · Mongolië · Myanmar · Nepal · Noord-Korea · Oezbekistan · Oman · Oost-Timor · Pakistan · Palestina · Qatar · Saoedi-Arabië · Singapore · Sri Lanka · Syrië · Tadjikistan · Thailand · Turkmenistan · Verenigde Arabische Emiraten · Vietnam · Zuid-Korea

CAF-zone: Algerije · Angola · Benin · Botswana · Burkina Faso · Burundi · Centraal-Afrikaanse Republiek · Comoren · Congo-Brazzaville · Congo-Kinshasa · Djibouti · Egypte · Equatoriaal-Guinea · Eritrea · Ethiopië · Gabon · Gambia · Ghana · Guinee · Guinee-Bissau · Ivoorkust · Kaapverdië · Kameroen · Kenia · Lesotho · Liberia · Libië · Madagaskar · Malawi · Mali · Mauritanië · Mauritius · Marokko · Mozambique · Namibië · Niger · Nigeria · Oeganda · Rwanda · Sao Tomé en Principe · Senegal · Seychellen · Sierra Leone · Soedan · Somalië · Swaziland · Tanzania · Togo · Tsjaad · Tunesië · Zambia · Zimbabwe · Zuid-Afrika · Zuid-Soedan 

CONCACAF-zone: Amerikaanse Maagdeneilanden · Anguilla · Antigua en Barbuda · Aruba · Bahama's · Barbados · Belize · Bermuda · Britse Maagdeneilanden · Canada · Kaaimaneilanden · Costa Rica · Cuba · Curaçao · Dominica · Dominicaanse Republiek · El Salvador · Frans Guyana · Grenada · Guadeloupe · Guatemala · Guyana · Haïti · Honduras · Jamaica · Martinique · Mexico · Montserrat · 
Nicaragua · Panama · Puerto Rico · Saint Kitts en Nevis · Saint Lucia · Saint Vincent en de Grenadines · Sint Maarten · Suriname · Trinidad en Tobago · Turks- en Caicoseilanden · Verenigde Staten

CONMEBOL-zone: Argentinië · Bolivia · Brazilië · Chili · Colombia · Ecuador · Paraguay · Peru · Uruguay · Venezuela

OFC-zone: Amerikaans-Samoa · Cookeilanden · Fiji · Nieuw-Caledonië · Nieuw-Zeeland · Papoea-Nieuw-Guinea · Samoa · Salomoneilanden · Tahiti · Tonga · Vanuatu

UEFA-zone: Albanië · Andorra · Armenië · Azerbeidzjan · België · Bosnië en Herzegovina · Bulgarije · Cyprus · Denemarken · Duitsland · Engeland · Estland · Faeröer · Finland · Frankrijk · Georgië · Gibraltar · Griekenland · Hongarije · IJsland · Ierland · Israël · Italië · Kazachstan · Kosovo · Kroatië · Letland · Liechtenstein · Litouwen · Luxemburg · Macedonië · Malta · Moldavië · Montenegro · Nederland · Noord-Ierland · Noorwegen · Oekraïne · Oostenrijk · Polen · Portugal · Roemenië · Rusland · San Marino · Schotland · Servië · Slovenië · Slowakije · Spanje · Tsjechië · Turkije · Wales · Wit-Rusland · Zweden · Zwitserland